# Ololygon
Die Gattung Ololygon gehört zur Unterfamilie der Laubfrösche i. e. S. (Hylinae) in der Familie der Laubfrösche i. w. S. (Hylidae). Der Name der Gattung Ololygon leitet sich vom griechischen Wort ololygōn ab, das den Ruf der Frösche bezeichnet.

## Verbreitung
Das Verbreitungsgebiet der Gattung reicht von den Atlantischen Regenwäldern entlang der Atlantikküste im Osten  Brasiliens von Rio Grande do Norte bis Rio Grande do Sul und ins Innere des Kontinents bis ins nordöstliche Argentinien und nach Westen bis in die Galeriewälder des brasilianischen Cerrado.

## Systematik
Die Artengruppe um Scinax catharinae wurde 2016 zu einer eigenen Gattung namens Ololygon Fitzinger, 1843 erhoben, die 49 Arten umfasste. Ende 2019 wurde die Gruppe wieder mit Scinax vereinigt, aber nach weiteren detaillierten morphologischen und molekulargenetischen Untersuchungen im Jahre 2023 wurde die Ausgliederung der Scinax-catharinae-Klade unter dem Gattungsnamen Ololygon bestätigt. Sie umfasst mit August 2023 52 Arten:
Stand: 3. August 2023
- Ololygon agilis (Cruz & Peixoto, 1983)
- Ololygon albicans (Bokermann, 1967)
- Ololygon alcatraz (Lutz, 1973)
- Ololygon angrensis (Lutz, 1973)
- Ololygon arduoa (Peixoto, 2002)
- Ololygon argyreornata (Miranda-Ribeiro, 1926)
- Ololygon ariadne (Bokermann, 1967)
- Ololygon aromothyella (Faivovich, 2005)
- Ololygon atrata (Peixoto, 1989)
- Ololygon belloni (Faivovich, Gasparini & Haddad, 2010)
- Ololygon berthae (Barrio, 1962)
- Ololygon brieni (De Witte, 1930)
- Ololygon caissara (Lourenço, Zina, Catroli, Kasahara, Faivovich & Haddad, 2016)
- Ololygon canastrensis (Cardoso & Haddad, 1982)
- Ololygon cardosoi Carvalho-e-Silva and Peixoto, 1991
- Ololygon carnevallii Caramaschi & Kistenmacher, 1989
- Ololygon catharinae (Boulenger, 1888)
- Ololygon centralis (Pombal & Bastos, 1996)
- Ololygon cosenzai (Lacerda, Peixoto & Feio, 2012)
- Ololygon feioi (Lourenço, Lacerda, Cruz, Nascimento, and Pombal, 2020)
- Ololygon faivovichi (Brasileiro, Oyamaguchi & Haddad, 2007)
- Ololygon flavoguttata (Lutz & Lutz, 1939)
- Ololygon garibaldiae (Lourenço, Lingnau, Haddad & Faivovich, 2019)[4]
- Ololygon goya Andrade, Santos, Rocha, Pombal & Vaz-Silva, 2018
- Ololygon heyeri Peixoto & Weygoldt in Weygoldt, 1986
- Ololygon hiemalis (Haddad & Pombal, 1987)
- Ololygon humilis (Lutz, 1954)
- Ololygon insperata (da Silva & Alves-Silva, 2011)
- Ololygon jureia (Pombal & Gordo, 1991)
- Ololygon kautskyi (Carvalho e Silva & Peixoto, 1991)
- Ololygon littoralis (Pombal & Gordo, 1991)
- Ololygon littorea Peixoto, 1988
- Ololygon longilinea (Lutz, 1968)
- Ololygon luizotavioi Caramaschi & Kistenmacher, 1989
- Ololygon machadoi (Bokermann & Sazima, 1973)
- Ololygon melanodactyla (Lourenço, Luna & Pombal, 2014)
- Ololygon melloi Peixoto, 1989
- Ololygon muriciensis (Cruz, Nunes & Lima, 2011)
- Ololygon obtriangulata (Lutz, 1973)
- Ololygon peixotoi (Brasileiro, Haddad, Sawaya & Martins, 2007)
- Ololygon perpusilla (Lutz & Lutz, 1939)
- Ololygon pombali (Lourenço, Carvalho, Baêta, Pezzuti & Leite, 2013)
- Ololygon ranki (Andrade & Cardoso, 1987)
- Ololygon rizibilis (Bokermann, 1964)
- Ololygon skaios (Pombal, Carvalho, Canelas & Bastos, 2010)
- Ololygon skuki (Lima, Cruz & Azevedo, 2011)
- Ololygon strigilata (Spix, 1824)
- Ololygon trapicheiroi (A. Lutz & B. Lutz in Lutz, 1954)
- Ololygon tripui (Lourenço, Nascimento & Pires, 2010 "2009")
- Ololygon tupinamba (Silva & Alves-Silva, 2008)
- Ololygon v-signata (Lutz, 1968)